# Complessità irriducibile
La «complessità irriducibile» è un concetto introdotto da Michael Behe nel suo libro Darwin's Black Box («La scatola nera di Darwin») per descrivere quei sistemi biologici il cui funzionamento dipenderebbe dall'interazione di molte parti, tutte indispensabili. Tale concetto è stato impiegato da Behe nella sua esposizione della teoria creazionista del disegno intelligente, come esempio di fenomeno che la teoria dell'evoluzione non sarebbe in grado di spiegare, in quanto i sistemi a complessità irriducibile non potrebbero formarsi per lenta evoluzione, ma dovrebbero necessariamente essere progettati ed assemblati tutti in una volta da un progettista intelligente.
Il concetto di complessità irriducibile viene respinto dalla comunità scientifica, che considera il disegno intelligente alla stregua di una pseudoscienza.

## Storia
Michael Behe, un professore di biochimica alla Lehigh University, è stato il primo a sostenere che la complessità irriducibile renderebbe impossibile l'evoluzione di alcuni sistemi complessi attraverso la sola selezione naturale di mutazioni casuali.. Tuttavia, i biologi evoluzionisti hanno dimostrato come tali sistemi possano in realtà evolvere. Ci sono infatti molti esempi documentati attraverso la genomica comparativa che mostrano come anche sistemi molecolari complessi si siano formati attraverso successive aggiunte di componenti come rivelato dalle diverse origini temporali delle loro proteine.
Nel processo del 2005 Kitzmiller contro la Dover Area School District, Behe fu chiamato a testimoniare sul tema della complessità irriducibile. Nella sentenza con la quale affermava che il disegno intelligente non è scienza ma di natura fondamentalmente religiosa, la Corte ritenne che «il sostegno del professor Behe alla complessità irriducibile fosse stata smentita in articoli di ricerca peer-reviewed e largamente respinta dalla comunità scientifica».

## Definizioni
La definizione originaria di «complessità irriducibile» di Behe è la seguente:
(Behe, Darwin's Black Box, p. 9.)
Va notato che Behe ha fornito una seconda definizione, quella «evoluzionistica»:
Un'altra definizione è stata formulata dal sostenitore del disegno intelligente William Dembski:
(William Dembski, No Free Lunch, p. 285.)

## Esempi di complessità irriducibile
Come esempio di «complessità irriducibile», Behe propone una trappola per topi costituita di cinque pezzi: una tavoletta di legno su cui è inchiodata una piccola tagliola; una molla al posto giusto per farla scattare; una bacchetta metallica che tiene la molla aperta; un pezzo di formaggio come esca. Behe sostiene che, sebbene la trappola sia una macchina molto semplice, la sua struttura non può essere ulteriormente semplificata: non è che in mancanza anche di un solo pezzo, la trappola funzioni meno bene, al contrario essa non funziona affatto. La conclusione di Behe è che la trappola non può essersi formata a poco a poco, con aggiunte e miglioramenti, ma che la trappola è stata realizzata fin dall'inizio così, progettata interamente per uno scopo, la cattura del topo. Behe sostiene che in biologia ci siano meccanismi che la teoria dell'evoluzione non potrebbe spiegare, come la coagulazione del sangue, il sistema immunitario e il flagellum.
La comunità scientifica rigetta le affermazioni di Behe sull'irriducibilità dei sistemi biologici. I suoi critici fanno notare come tutti gli esempi biologici portati da Behe non corrispondono a meccanismi a complessità irriducibile; persino la trappola per topi potrebbe essersi formata gradualmente.

## Complessità irriducibile come presunta prova a sostegno del disegno intelligente
I sostenitori del disegno intelligente usano questo termine per riferirsi a quei sistemi biologici che ritengono non possano essere il risultato di alcuna serie di piccole modifiche. Essi sostengono che qualunque forma meno che completa di un tale sistema non funzionerebbe affatto e pertanto non sopravvivrebbe ad un processo di selezione naturale. Quindi i sistemi caratterizzati da complessità irriducibile non possono essere spiegati dalla teoria dell'evoluzione; da ciò si dedurrebbe la necessità dell'intervento di un progettista intelligente che abbia creato la vita o comunque guidato la sua evoluzione.
Lo stesso Charles Darwin formulò la prova che avrebbe falsificato la sua teoria, esponendola ne L'origine delle specie:
A questo proposito lo stesso Behe, in una intervista al quotidiano Avvenire, afferma:
Il dibattito riguardo alla complessità irriducibile tratta due questioni: se la complessità irriducibile possa essere trovata in natura e quale sarebbe in questo caso il suo significato.

## La risposta della comunità scientifica
Come il disegno intelligente, il concetto che mira a sostenere, la complessità irriducibile non è riuscita ad ottenere alcuna notevole accettazione all'interno della comunità scientifica. Uno scrittore l'ha definita "una strategia di resa intellettuale in piena regola".

### La riducibilità dei sistemi "irriducibili"
I ricercatori hanno proposto percorsi evolutivi potenzialmente vitali per i presunti sistemi irriducibilmente complessi come la coagulazione del sangue, il sistema immunitario e il flagello - i tre esempi proposti da Behe. John H. McDonald ha dimostrato come anche il suo esempio di una trappola per topi sia riducibile. Se la complessità irriducibile fosse un ostacolo insormontabile per l'evoluzione, non dovrebbe essere possibile concepire tali percorsi.